# Джерокарне
Джерокарне (итал. Gerocarne) — коммуна в Италии, располагается в регионе Калабрия, подчиняется административному центру Вибо-Валентия.
Население составляет 2498 человек, плотность населения составляет 57 чел./км². Занимает площадь 44 км². Почтовый индекс — 89831. Телефонный код — 0963.
Покровителем коммуны почитается святой Себастьян, празднование 20 января, и святой Рох.